# Relaciones Argentina-Brasil
Las relaciones Argentina-Brasil se refieren a las relaciones bilaterales entre la República Argentina y la República Federativa de Brasil. En 1823, Las Provincias Unidas del Río de la Plata (predecesor de la actual Argentina) fue el primer país en reconocer la independencia del Imperio del Brasil, proclamada el año anterior.Las relaciones han sido calificadas de estrechas e históricas y abarcan todas las dimensiones posibles: la economía, el comercio, la cultura, la educación y el turismo. Las relaciones bilaterales fueron establecidas el 5 de agosto de 1823.
Después de lograr la independencia de las coronas española y portuguesa a principios del siglo XIX, Argentina y Brasil heredaron una serie de disputas territoriales no resueltas de sus potencias coloniales. 
El Imperio del Brasil había anexado y heredado la Provincia Oriental y las Misiones Orientales por una la invasión luso-brasileña en 1816, Brasil quería tener un límite con el Río de la Plata, mientras que Argentina quería volver a integrar a sus provincias. Luego de la insurrección de los Treinta y Tres Orientales (cosa que haría que la Banda Oriental vuelva a las Provincias Unidas) Argentina y Brasil rompieron las relaciones bilaterales durante 1825 hasta 1828 por la guerra del Brasil.
A pesar de los numerosos períodos de hostilidad silenciada entre la Confederación Argentina y el Imperio del Brasil en la Guerra Grande, la relación argentino-brasileña no fue definida por la hostilidad abierta durante la mayor parte de los siglos XIX y XX. Había competencia en muchos niveles y sus respectivas políticas de defensa reflejaban la recíproca sospecha, pero el auge de la economía brasileña en los años ochenta y la democratización de Argentina. Condujo a la acomodación de una cooperación creciente y bilateral como líderes de Sudamérica.

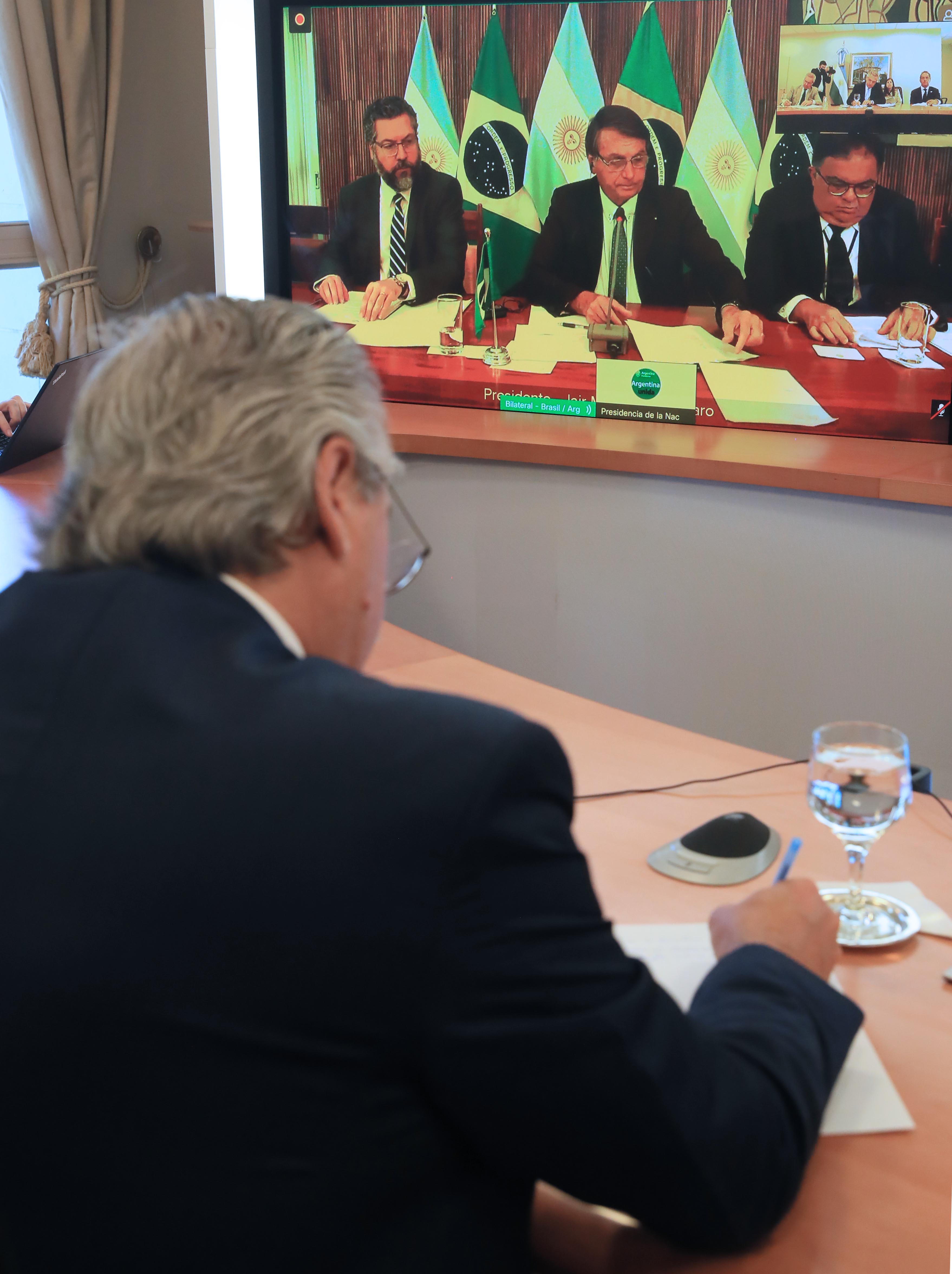
El presidente argentino Alberto Fernández reunido virtualmente con el presidente brasileño Jair Bolsonaro.

Con la creación de la Agencia Brasileño-Argentina de Contabilidad y Control de Materiales Nucleares en 1991, los dos países convirtieron su competencia nuclear en cooperación a través de la confianza mutua. Un alto volumen de comercio y migración entre Argentina y Brasil ha generado lazos más estrechos, especialmente después de la implementación del Mercosur en 1991. Hoy en día, la relación estratégica entre Argentina y Brasil se considera «en el punto más alto de la historia». La política exterior argentina ha dado especial énfasis en «profundizar la alianza estratégica con Brasil en todos sus aspectos». Asimismo, Argentina ha sido «una prioridad absoluta» para la política exterior brasileña.Desde la presidencia de Javier Milei las relaciones con Brasil disminuyeron por diferencias políticas con Lula 

## Visión de conjunto

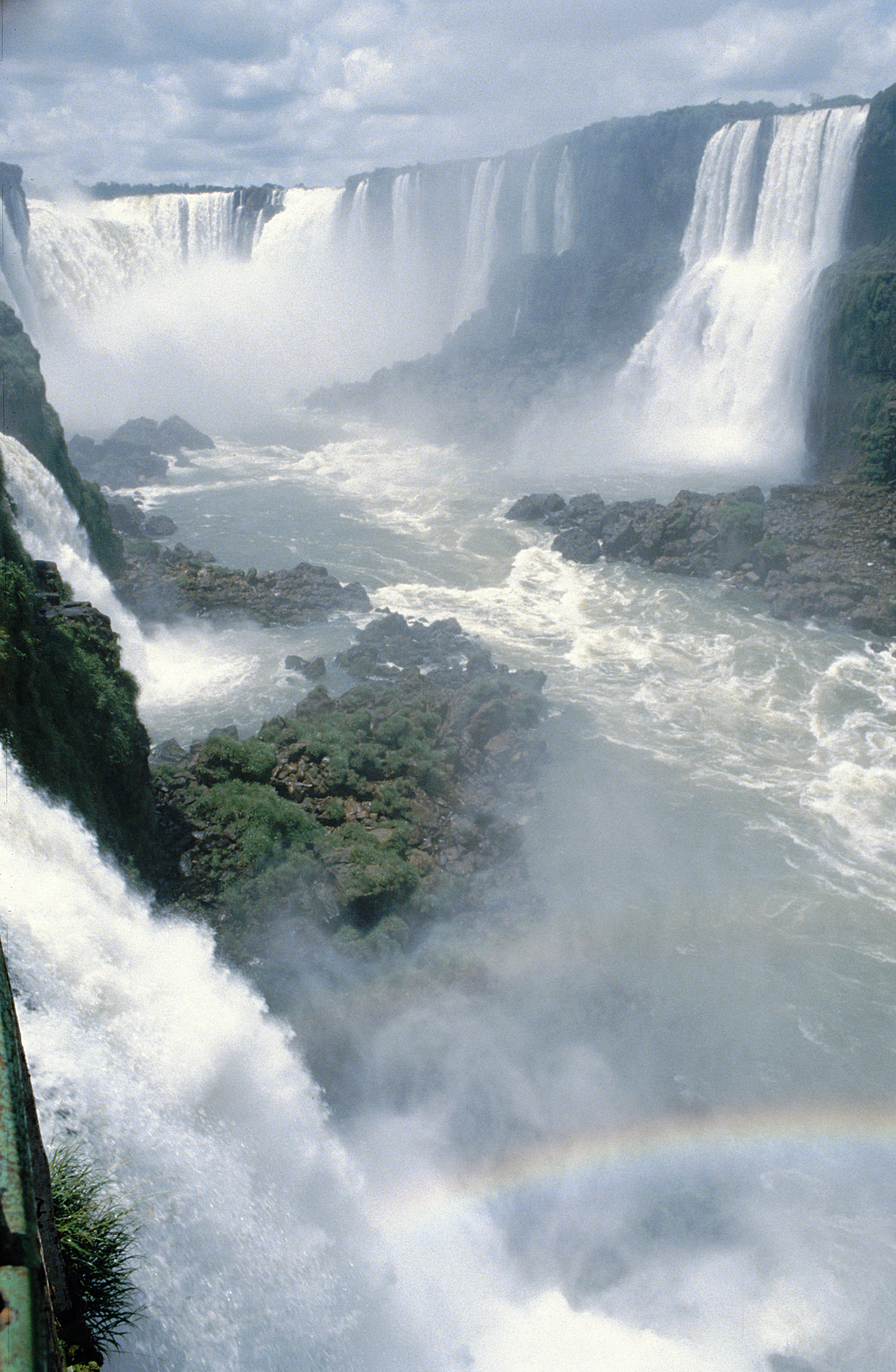
Las Cataratas del Iguazú son una de las Nuevas Maravillas de la Naturaleza y el sistema de cascadas más grande del mundo. Las cascadas están en la frontera entre Argentina y Brasil y son el símbolo más significativo de las relaciones entre ambos países.

Argentina y Brasil son países vecinos de América del Sur y las dos economías más importantes del subcontinente. Ambos son los países más grandes en superficie, representando juntos el 63% de la superficie total de América del Sur, el 60% de su población y el 61% de su producto interno bruto.

## Historia

### Independencia y consolidación
Argentina y Brasil comparten parte de la Cuenca del Río de la Plata, una zona donde conquistadores portugueses y españoles chocaron en su ambición de conquistar nuevas tierras para sus respectivas coronas. A pesar de que Argentina haya sido el primer país en reconocer la independencia de Brasil y en establecer relaciones diplomáticas con su vecino, en 1823, los dos países luego rompieron relaciones y entraron en guerra. Después de lograr la independencia de las coronas ibéricas a principios del siglo XIX, la República Argentina y el Imperio brasileño heredaron una serie de disputas territoriales no resueltas de sus potencias coloniales, involucrando a Paraguay y Uruguay, las otras dos naciones de la cuenca del Río de la Plata.

#### Guerras
Fue durante este tiempo que comenzó la guerra del Brasil, el primer conflicto armado entre ambos países. De 1825 a 1828, las fuerzas de las Provincias Unidas del Río de la Plata derrotaron en varias batallas a las del Imperio Brasileño, hasta la firma del Tratado de Montevideo de 1828 que le dio la independencia a Uruguay. Dado el alto costo de la guerra para ambas partes y las cargas que imponía sobre el comercio entre las Provincias Unidas y el Reino Unido, éste presionó a las dos partes beligerantes a entablar negociaciones de paz en Río de Janeiro. Bajo la mediación británica y francesa, las Provincias Unidas del Río de la Plata y el Imperio de Brasil firmaron el Tratado de 1828 de Montevideo, que reconoció la independencia de la Provincia Cisplatina (o Provincia Oriental) bajo el nombre de Estado Oriental del Uruguay. Las tropas de ambos países se enfrentarían una y otra vez más tarde, durante la Guerra Platina y la Guerra Grande, cuando una coalición de Brasil, Uruguay y rebeldes argentinos logró derrotar a Rosas (ayudado a su vez por los rebeldes uruguayos dirigidos por Manuel Oribe). Otra guerra se produjo casi durante la década de 1870, cuando Brasil se negó a aceptar el deseo de la Argentina de tomar toda la región del Chaco para sí después del final de la guerra de la Triple Alianza (también conocida como la guerra del Paraguay) cuando ambos países eran aliados contra Paraguay.

#### Disputas territoriales
Brasil no resolvió las disputas con Argentina sobre sus fronteras nacionales precisas hasta principios del siglo XX. Se había establecido con Uruguay en 1851, con Perú en 1851 y 1874, con Colombia en 1853, con Venezuela en 1859, Bolivia en 1867 y Paraguay en 1872, Pero no con Argentina, Guyana, Guyana Francesa y Surinam. Sin embargo, había consolidado la mayor parte de su vasto territorio bajo una sola autoridad a mediados del siglo XIX, logrado como resultado del trabajo de la élite política del imperio. 
En 1895 e 1898 se firmaron protocolos sobre Misiones Orientales y sus límites. Dando que el  6 de octubre de 1898 se firmara el límite definitivo entre ambas naciones.
En contraste, la experiencia de la República Argentina en el siglo XIX estuvo marcada por luchas internas entre facciones contendientes -las que favorecían a una república federalista- luchando contra las fuertes tendencias centralistas de la ciudad de Buenos Aires. La unificación y consolidación territorial de la Argentina bajo una sola autoridad se completó en la década de 1880.

### Estados consolidados

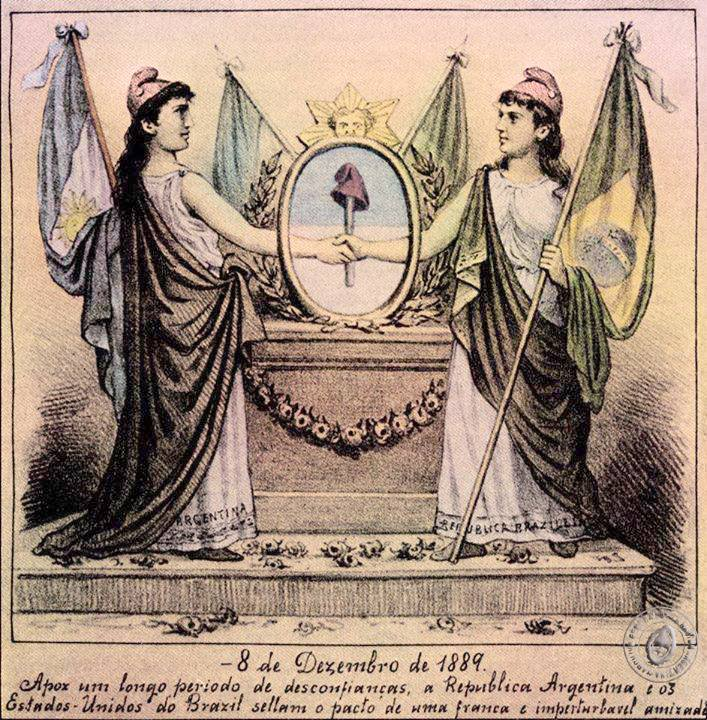
Este dibujo alegórico de 1890 representa la amistad entre la República Argentina y la recién formada República de Brasil.

A pesar de esta herencia de disputas territoriales no resueltas y de numerosos períodos de hostilidad silenciada, la relación argentino-brasileña no se definió por la hostilidad abierta durante la mayor parte de los siglos XIX y XX. Había competencia en muchos niveles, y sus respectivas políticas de defensa reflejaban la recíproca sospecha, pero su bilateralismo no era adversarial. Después de mediados de la década de 1850, ninguno de los dos países recurrió a la coerción ni al uso de la fuerza para resolver disputas territoriales, y durante la única guerra general que tuvo lugar en la región de la Plata (la guerra de la Triple Alianza 1864-1870) Brasil se alió contra Paraguay.

### SigloXX

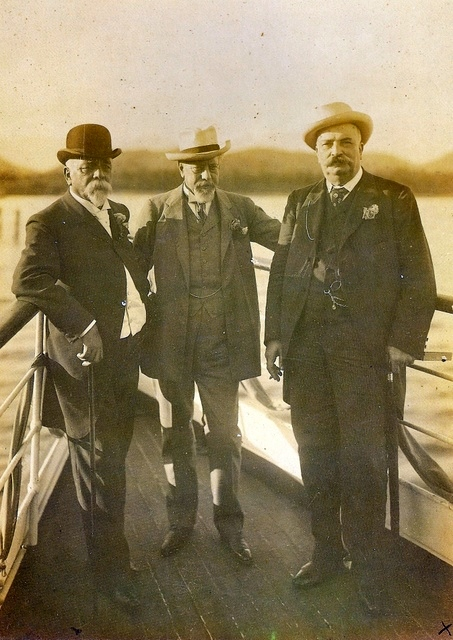
Visita del Presidente de Argentina, general Julio Argentino Roca, Brasil, marzo de 1907.

En Brasil, la revolución liberal de 1930 derrocó a los propietarios oligárquicos de plantaciones de café y llevó al poder a una clase media urbana que y los intereses empresariales que promovían la industrialización y la modernización. La promoción agresiva de la nueva industria dio vuelta alrededor de la economía antes de 1933. Los líderes de Brasil en los años 20 y los años 30 decidieron que el objetivo implícito de la política extranjera de Argentina era aislar el Brasil portugués de vecinos hispanohablantes, facilitando así la expansión de la influencia económica y política argentina en Suramérica. Peor aún, era el temor de que un ejército argentino más poderoso lanzara un ataque sorpresa contra el más débil ejército brasileño. Para contrarrestar esta amenaza, el presidente Getúlio Vargas forjó vínculos más estrechos con Estados Unidos. Mientras tanto, Argentina avanzó en la dirección contraria declarándose neutral. Durante la Segunda Guerra Mundial, Brasil fue un firme aliado de los Estados Unidos y envió sus fuerzas armadas a Europa[cita requerida]. Los Estados Unidos otorgaron más de $ 100 millones en préstamos, a cambio de alquiler gratuito de las bases aéreas utilizadas para transportar soldados y suministros estadounidenses a través del Atlántico y bases navales para operaciones antisubmarinas.En 1915 se firma el pacto ABC se firmó en Buenos Aires el 25 de mayo siendo en lo fundamental un sistema de resolución de controversias. El tratado abono las ideas de alianza, de ejercer una acción diplomática conjunta, las estipulaciones sobre el orden político interno y el arbitraje entre los países signatarios.
La comunicación y la integración física entre los dos vecinos era limitada. Los beneficios de desarrollar relaciones económicas, políticas y culturales más cercanas no se consideraron hasta finales del siglo XX con la firma de diversos tratados y la llegada del Mercosur.

### Disputa por la construcción de la Represa de Itaipú

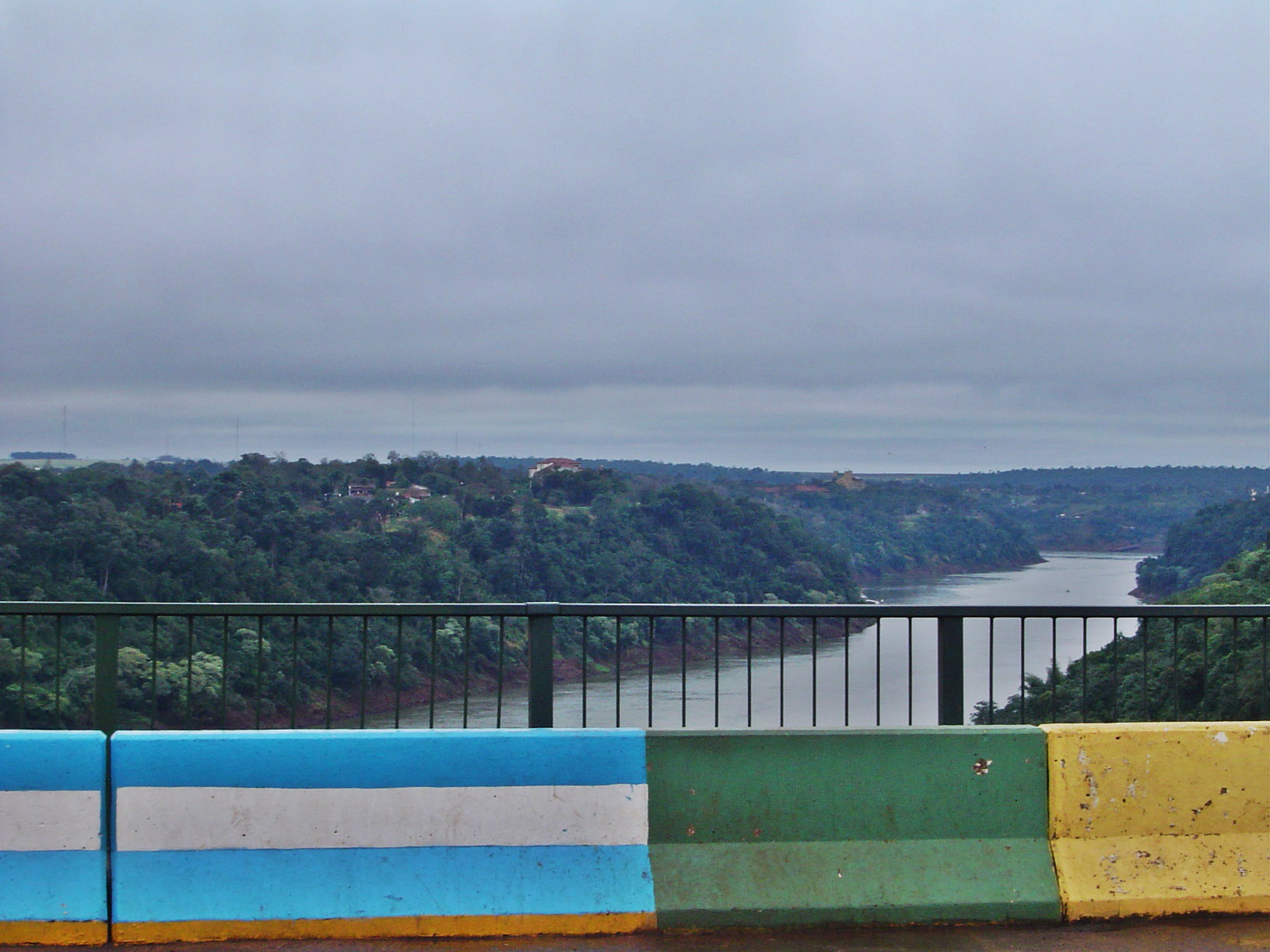
Frontera internacional entre Argentina (Puerto Iguazú - Misiones) y Brasil (Foz do Iguaçu - Paraná)

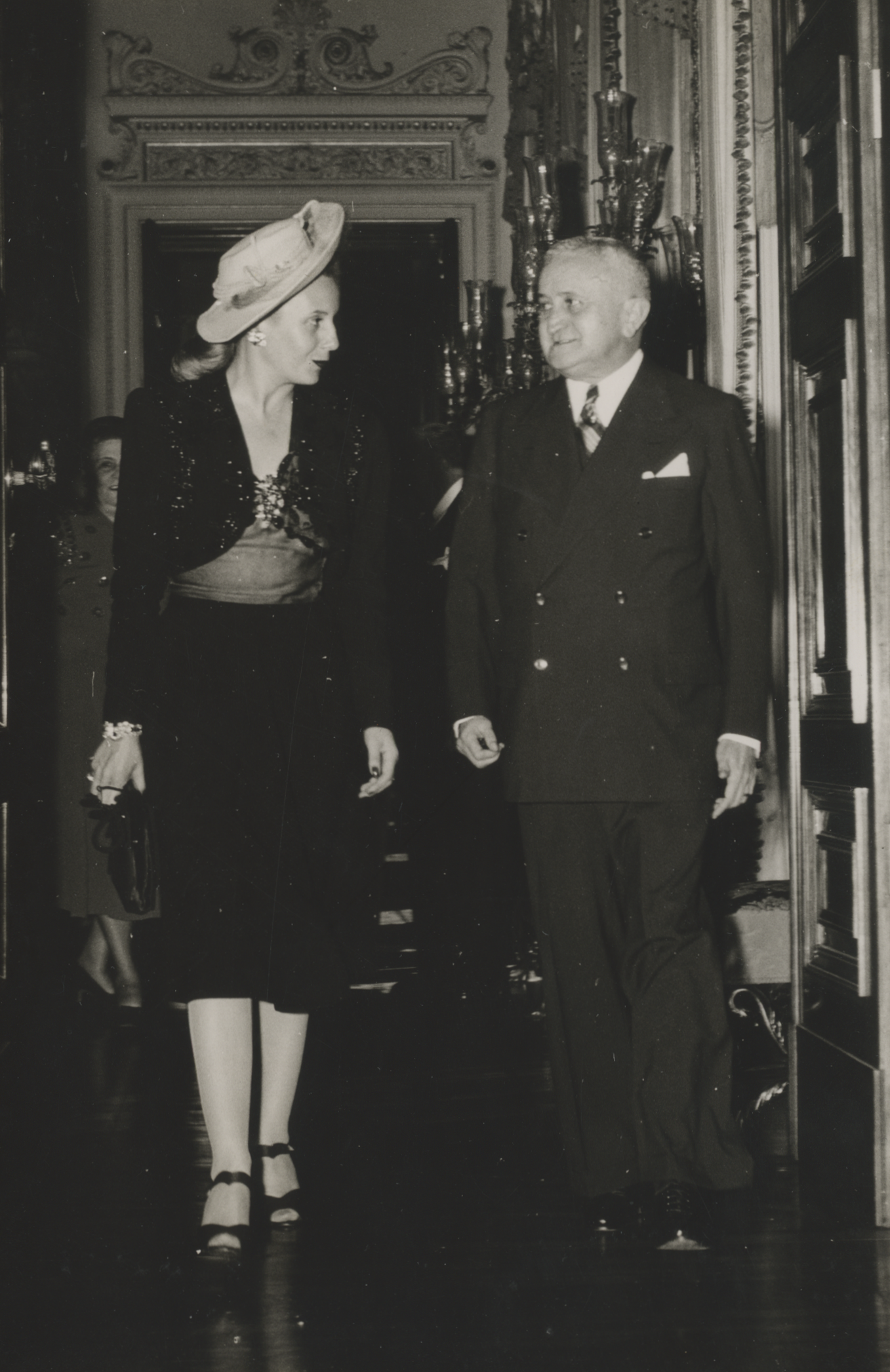
Eva Perón y Eurico Gaspar Dutra, Río de Janeiro, años 1940.

Desde 1945, la disputa bilateral sobre control de los recursos hídricos a lo largo de la cuenca del Paraná (Alto Paraná). En 1966, Brasil y Paraguay concluyeron la "Ley de Iguaçu", anunciando su intención de construir una hidroeléctrica brasileño-paraguaya, represa de Itaipú, en el río Paraná, en la triple frontera Argentina-Brasil-Paraguay. El Tratado de Itaipú fue firmado en Brasilia en 1973. Sin embargo, Buenos Aires temía que el proyecto de Brasil entorpeciera sus propios planes para el desarrollo de los recursos hídricos en la zona. Durante casi una década, la disputa agrió las relaciones bilaterales y obstaculizó los esfuerzos para forjar vínculos económicos y políticos más estrechos.[cita requerida]
La disputa sobre los recursos hídricos fue finalmente resuelta por intensas negociaciones diplomáticas. En octubre de 1979 se concluyó el Tratado Multilateral de Cooperación Técnica Itaipú-Corpus, poniendo fin a la disputa a satisfacción de los tres vecinos y abriendo el camino para una dramática mejora en las relaciones. Después de la conclusión del Tratado de Itaipu-Corpus, el presidente brasileño João Figueiredo visitó la Argentina, el primer líder brasileño que lo hizo en más de cuatro décadas.
Figueiredo, el último presidente de los gobernantes militares que había gobernado Brasil durante 21 años, visitó Buenos Aires en mayo de 1980 y firmó, entre otros acuerdos, una serie de acuerdos para colaborar en cuestiones de energía nuclear. Reflejando su oposición compartida al régimen de proliferación nuclear, Argentina y Brasil acordaron cooperar e intercambiar información técnica, materiales y productos sobre todos los aspectos del ciclo del combustible nuclear.
En 1972, el presidente argentino Alejandro Lanusse realizó una visita oficial a Brasil.
Tras la resolución de la disputa sobre recursos hídricos y la exitosa visita del presidente brasileño, en Argentina se produjo un evento inesperado y traumático que mejoró aún más las relaciones bilaterales: la guerra de las Malvinas de 1982.

### Guerra de las Malvinas
Brasil apoyó el reclamo argentino sobre las Islas Malvinas:

Tras examinar la cuestión de las Islas Malvinas, Su Excelencia el Presidente de la República Federativa de Brasil expresó el apoyo de su Gobierno a la República Argentina, reafirmando su convicción de que las negociaciones en curso darán resultados satisfactorios en un breve período de tiempo. Ministerio de Relaciones Exteriores de Brasil

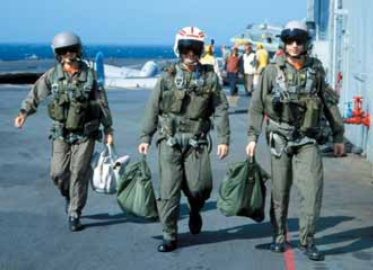
La tripulación de un rastreador Grumman S-2 de la Armada argentina a bordo del portaaviones brasileño São Paulo (A12), en 2003.

El 3 de junio de 1982, un británico Avro Vulcan volvió a un aterrizaje de emergencia en Brasil cuando su sonda de reabastecimiento en vuelo se rompió en ruta a la isla de Ascensión después de bombardear posiciones argentinas en las Islas Malvinas. La tripulación envió una señal de "Mayday", desechó documentos clasificados e intentó deshacerse de su armamento de misiles, pero todos fallaron y permanecieron en los plieones. El Vulcano fue interceptado por aviones cazas brasileños y escoltado a la Base de la Fuerza Aérea de Galeão en Río de Janeiro, donde la tripulación fue internada y el avión fue retenido . Después de las negociaciones diplomáticas con el Reino Unido, el avión y la tripulación fueron liberados el 11 de junio. Sin embargo, los misiles Sidewinder restantes y los misiles AGM-45 Shrike a bordo del avión fueron confiscados por las autoridades brasileñas .
Después de que las hostilidades terminaran en junio de 1982, Buenos Aires escogió a Brasil para proteger sus intereses en Londres hasta que se restablecieron las relaciones diplomáticas con el Reino Unido en 1990. Así, a pesar de la rivalidad y las sospechas históricas, y las políticas durante el período más traumático de la historia reciente de la Argentina -el gobierno militar, el conflicto cercano con Chile y la guerra de las Malvinas- fueron fundamentales para fomentar la confianza entre los dos países.
La derrota de Argentina en la guerra contra Gran Bretaña aceleró el fin de su gobierno militar interno. Las elecciones generales se celebraron en octubre de 1983, y el presidente Raúl Alfonsín fue elegido con el mandato de asegurar que el pasado reciente de Argentina no se repitiera. Entre sus principales logros, el presidente Alfonsín comenzó a resolver el persistente conflicto territorial con Chile durante su sexenio y mejoró significativamente sus relaciones con Brasil.
La intención de Argentina de forjar una relación más estrecha con Brasil fue acompañada por la intención de Brasil de hacer lo mismo. Mientras aún bajo el régimen militar, Brasil inició una política de mejorar las relaciones con sus vecinos sudamericanos, y Argentina fue considerada el país clave en este esfuerzo. La iniciativa se aceleró después de 1985 cuando José Sarney se convirtió en el primer presidente civil de Brasil desde 1964. Poco después de tomar el poder, el presidente Sarney se reunió con el presidente Alfonsín, y posteriormente se llevó a cabo una serie de iniciativas diplomáticas y visitas presidenciales. El objetivo de estos intercambios fue profundizar el proceso de acercamiento cultural, político y económico entre Argentina y Brasil.

### Democratización
Después de la democratización, comenzó una fuerte integración y asociación entre los dos países. En 1985 firmaron la base para el Mercosur, un acuerdo comercial regional.
En el campo de la ciencia, los dos gigantes regionales habían sido rivales desde la década de 1950 cuando ambos gobiernos lanzaron programas nucleares y espaciales paralelos, sin embargo, desde entonces se firmaron varios acuerdos como la creación de la Agencia Brasileño-Argentina de Contabilidad y Control de Materiales Nucleares (ABACC) para verificar las promesas de ambos países de utilizar la energía nuclear sólo con fines pacíficos.
También en el lado militar ha habido un mayor acercamiento. De acuerdo con la política de amistad, ambos ejércitos disolvieron o movieron unidades mayores previamente localizadas en su frontera común (por ejemplo, la VII Brigada de Infantería y la III Brigada Motorizada). Los soldados brasileños están integrados en el contingente argentino de mantenimiento de la paz en UNFICYP en Chipre y trabajan juntos en la MINUSTAH en Haití y, como otro ejemplo de colaboración, El avión de la marina argentina opera rutinariamente del portador de la marina de guerra brasileña NAe São Paulo.

### Años recientes

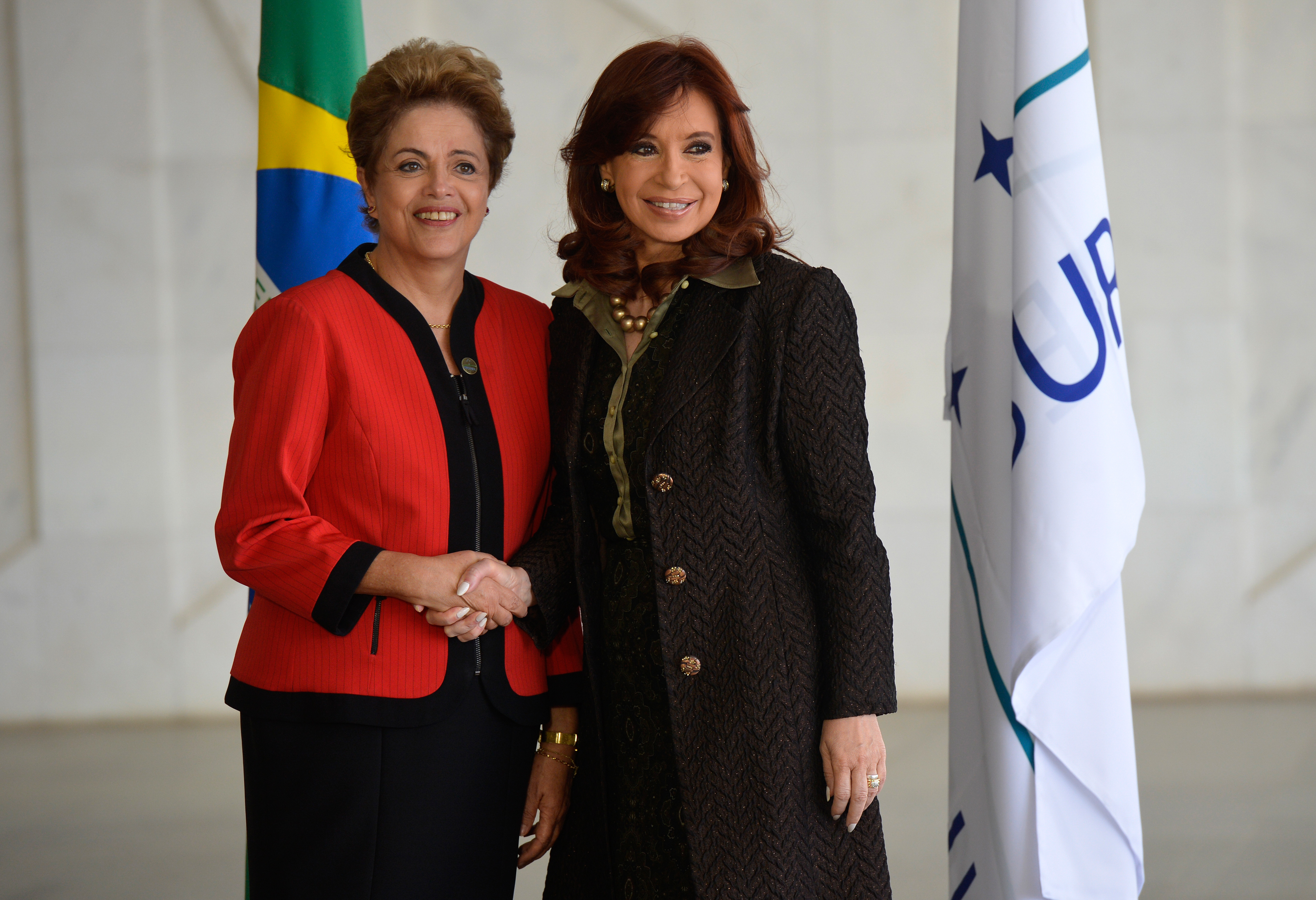
La entonces Presidenta de Brasil, Dilma Rousseff, y Dr Presidenta de Argentina Cristina Kirchner, en 2015.

La administración Néstor Kirchner colocó a Brasil como una prioridad de política exterior y las relaciones con Brasil fueron consideradas estratégicas. Esto se cumplió con la reciprocidad en Brasil, ya que Luiz Inácio Lula da Silva colocó a Argentina como la principal prioridad de su política exterior. Cabe destacar que la primera visita de Lula da Silva, como presidente electo, fue a Argentina en diciembre de 2002. 
Desde la perspectiva brasileña, sólo con esta alianza estratégica sería posible transformar a Sudamérica en un bloque de poder, uno de los objetivos de la política exterior de Lula da Silva.
Desde 2003, Argentina y Brasil han coordinado sus posiciones en la organización intergubernamental, como lo demuestran su participación conjunta en las negociaciones agrícolas de la Conferencia Ministerial de la Organización Mundial del Comercio (OMC) En Cancún, su posición conjunta con respecto a la creación del Área de Libre Comercio de las Américas y su articulación en las principales economías del G-20 para reformar la [ Sistema financiero internacional. La creación de la Unión de Naciones Sudamericanas, en 2008, fue un hito en las nuevas políticas exteriores de Brasil y Argentina. En otro signo de confianza mutua, desde 2003, diplomáticos de ambos países ocupan un solo puesto en el Consejo de Seguridad de las Naciones Unidas cuando uno de ellos tiene una Lista de miembros del Consejo de Seguridad de las Naciones Unidas.
En el ámbito económico, Argentina y Brasil bajaron el dólar estadounidense.Y comenzaron a utilizar sus propias monedas en todas las transacciones comerciales bilaterales en 2008.
El 6 de septiembre de 2008, la presidenta de Argentina, Cristina Kirchner, viajó a Brasil para consolidar las relaciones entre ambos países. Ella fue la invitada de honor en las celebraciones del Día de la Independencia que tuvo lugar el 7 de septiembre de 2008 y fue testigo del desfile militar en Brasília. Al día siguiente, mantuvo conversaciones con el presidente Lula sobre una variedad de asuntos bilaterales, incluyendo la energía, la defensa y la cooperación nuclear.
El 28 de octubre de 2010 el presidente Lula da Silva viajó a Buenos Aires para dar sus condolencias por la muerte de Néstor Kirchner. El Gobierno brasileño declaró tres días de duelo nacional.
La presidenta eligió a Argentina como el primer viaje extranjero de su presidencia, en una demostración de los lazos "especiales y estratégicos" entre los dos países. Durante su visita de Estado a Buenos Aires el 31 de enero de 2011, Rousseff declaró que "no fue una decisión casual escoger a Argentina como mi primer destino en el extranjero" y elogió a Argentina como "aliada estratégica" de su país. "El gobierno brasileño asume, una vez más, un verdadero compromiso con el gobierno argentino, así como una política conjunta orientada a promover una estrategia de desarrollo para la región, para mí la idea principal es la de una relación estratégica con la Argentina que debe brillar En todas las áreas de interés de ambos países ", dijo Rousseff en conversaciones con periódicos locales antes de llegar a Buenos Aires.

#### BRICS

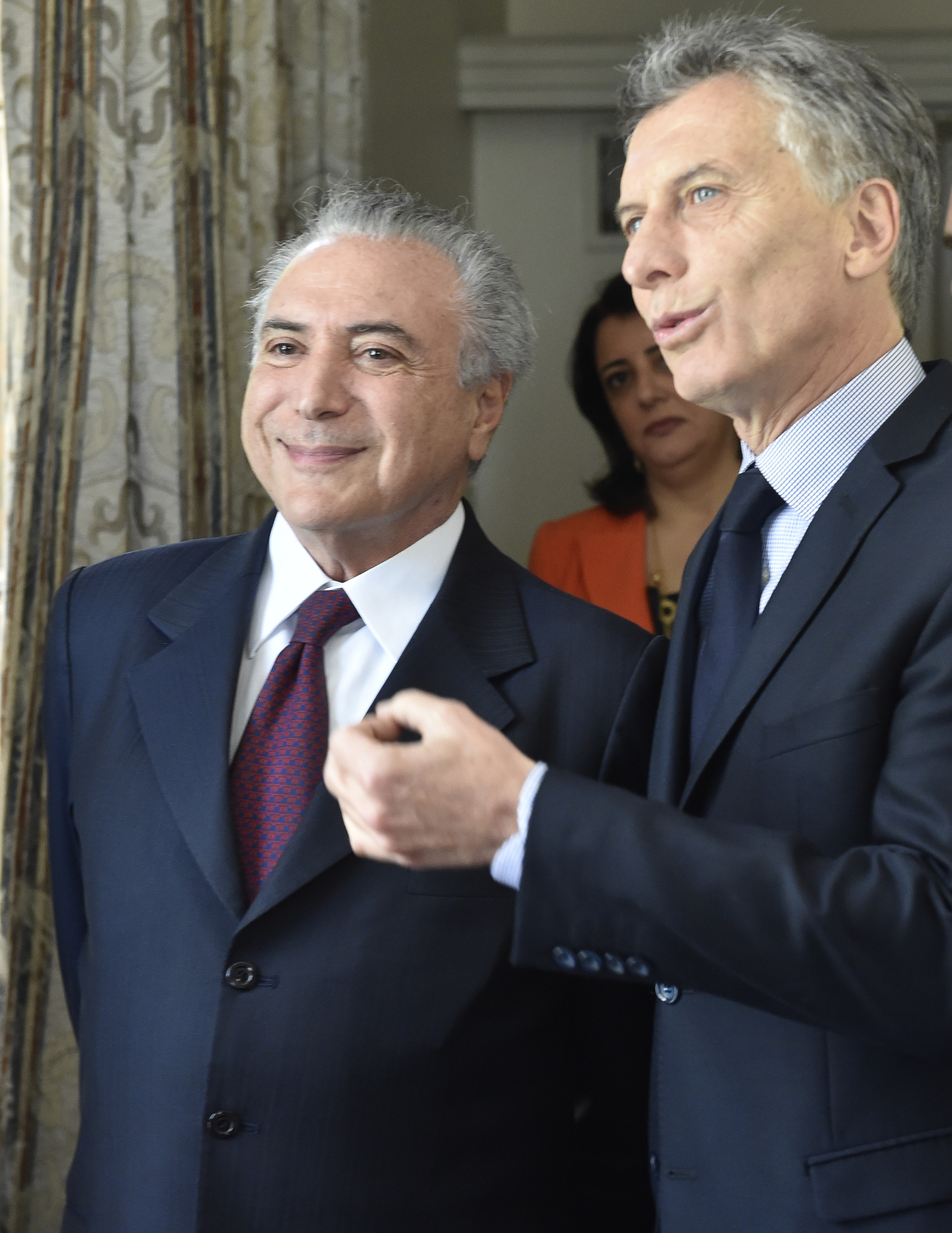
Macri junto Temer

En 2023 gracias al apoyo y las gestiones del Presidente de India, Argentina logró acceder al BRICS, bloque de economías emergentes que representan el 37 % del PIB mundial el 41 por ciento del comercio internacional y el 46 % de la población mundial. En octubre de ese año se aceptó a la Argentina como miembro pleno junto con otros seis a partir del 1 de enero de 2024. Argentina, si se hubiera unido a los BRICS, se encontraba el acceso al Nuevo Banco de Desarrollo (NBD) con capitales 100 mil millones de dólares, lo cual es una oportunidad para que la Argentina acceda a nuevos créditos internacionales y diversifique la cartera de financiamiento externo.
En noviembre y diciembre de 2023 se produciría un impasse diplomático cuando el nuevo presidente argentino de extrema derecha Javier Milei le llamara «corrupto y comunista» públicamente al Presidente de Brasil En noviembre y diciembre de 2023 se produciría un impasse diplomático cuando el nuevo presidente argentino insultó públicamente al Presidente de Brasil y ratificó que rompería relaciones con el mayor socio comercial de Argentina por tener un gobierno de centro izquierda.
Dichos insultos se producirían tras la revelación de medios brasileños de las cuentas de la familia Milei en paraísos fiscales.
Previamente se habían generado múltiples conflictos diplomáticos del nuevo gobierno argentino con el Vaticano, con China, Colombia, México Nicaragua, Venezuela Costa Rica, Chile, etc etcotros países tras varios ataques verbales insultos y agresiones del mandatario argentino, lo que llevó a la Argentina un aislamiento diplomático con el resto de la región.La negativa al diálogo por parte del gobierno argentino llevaron que en plena crisis energética por la falta gas y mala previsión del Gobierno libertario. Lula da Silva mediará entre el Gobierno y la empresa brasileña por los problemas con el pago del gas licuado generado por la falta de dólares para el pagos del suministro decretada por el ministro Caputo.lo que llevó al país a una severa crisis energética. Lula le respondió diciendo que «él debe pedirle disculpas a Brasil y a mí, dijo muchas tonterías». A lo que Manuel Adorni, a través de la vocería presidencial argentina, diría que «el presidente Milei no cometió nada de lo que tenga que arrepentirse, al menos por ahora».

## Asuntos actuales

### Cooperación militar

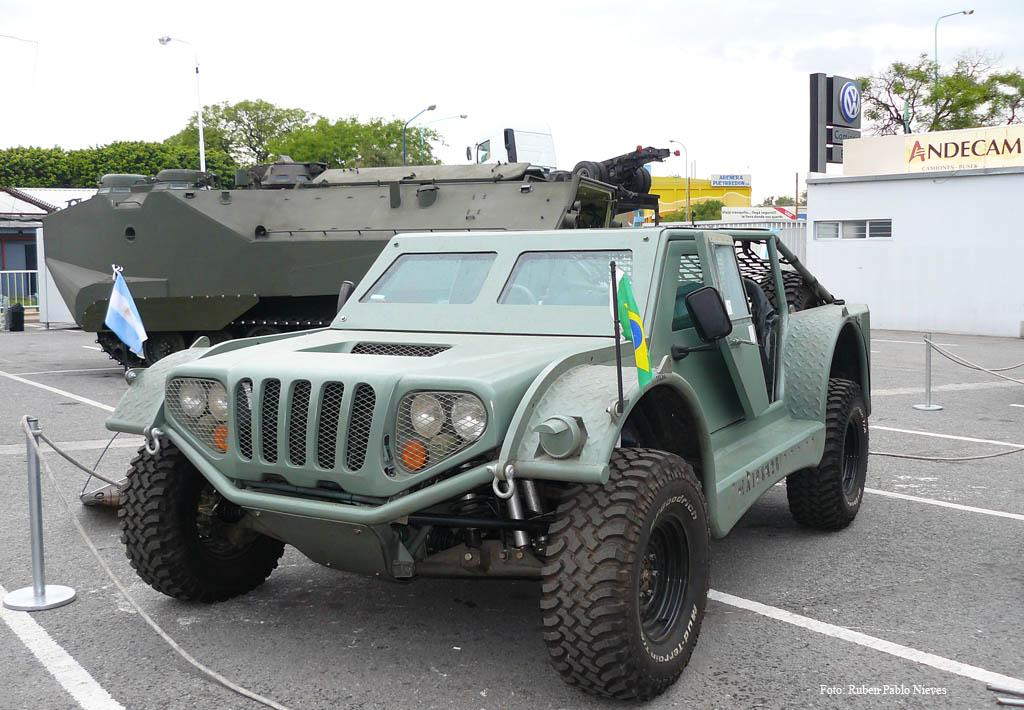
Versión blindada del vehículo "Gaucho"

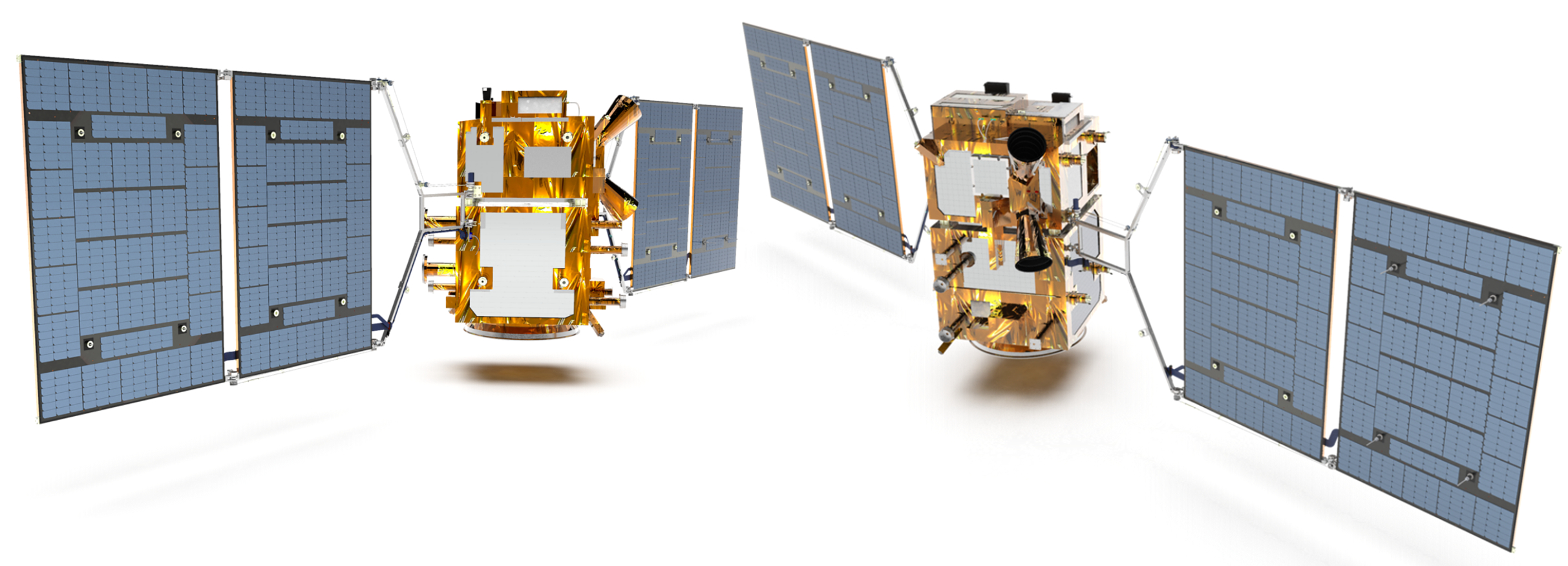
Satélites SABIA-Mar, programado para ser lanzados en 2022, es una constelación satelital de observación de la tierra brasileño/argentino.

Brasil y Argentina participan en varios proyectos conjuntos en el campo militar, como el blindado VLEGA Gaucho, y el avión de transporte militar Embraer KC-390. El Gaucho es un Vehículo de alta movilidad capaz de reconocimiento, asalto aéreo, comando y control, transporte y evacuación de emergencia evacuación. El proyecto Gaucho comenzó en 2004 y entró en producción en 2006. Argentina es responsable del diseño y construcción del chasis, montajes del motor, transmisión, dirección y suspensión. Brasil, por su parte, desarrolló e instaló el sistema de frenos, motor, caja de transmisión y transferencia, así como el sistema de refrigeración, sistema eléctrico, combustible, armamento y accesorios.
Brasil y Argentina también han entrado en una asociación para desarrollar conjuntamente el avión de transporte militar bimotor KC-390.
El Ejército Argentino ha mostrado interés en el vehículo blindado 6x6 VBTP-MR Guaraní desarrollados por el Ejército Brasileño con el apoyo de Iveco. Los militares argentinos también son operadores del vehículo militar brasileño Agrale Marruá. Finalmente, según el ministro de Defensa argentino Jorge Taiana, el Guaraní es el vehículo blindado elegido para el Ejército Argentino, que sería operador del vehículo para mediados del año 2023. Se estudia la posibilidad de fabrícar al Guaraní conjuntamente.
El 23 de enero de 2023, se firmó una Carta de intención para la compra de 156 vehículos blindados Guaraní.
También está avanzado el plan de crear un Estado Mayor Conjunto entre las fuerzas armadas de ambos países.

### Cooperación científica

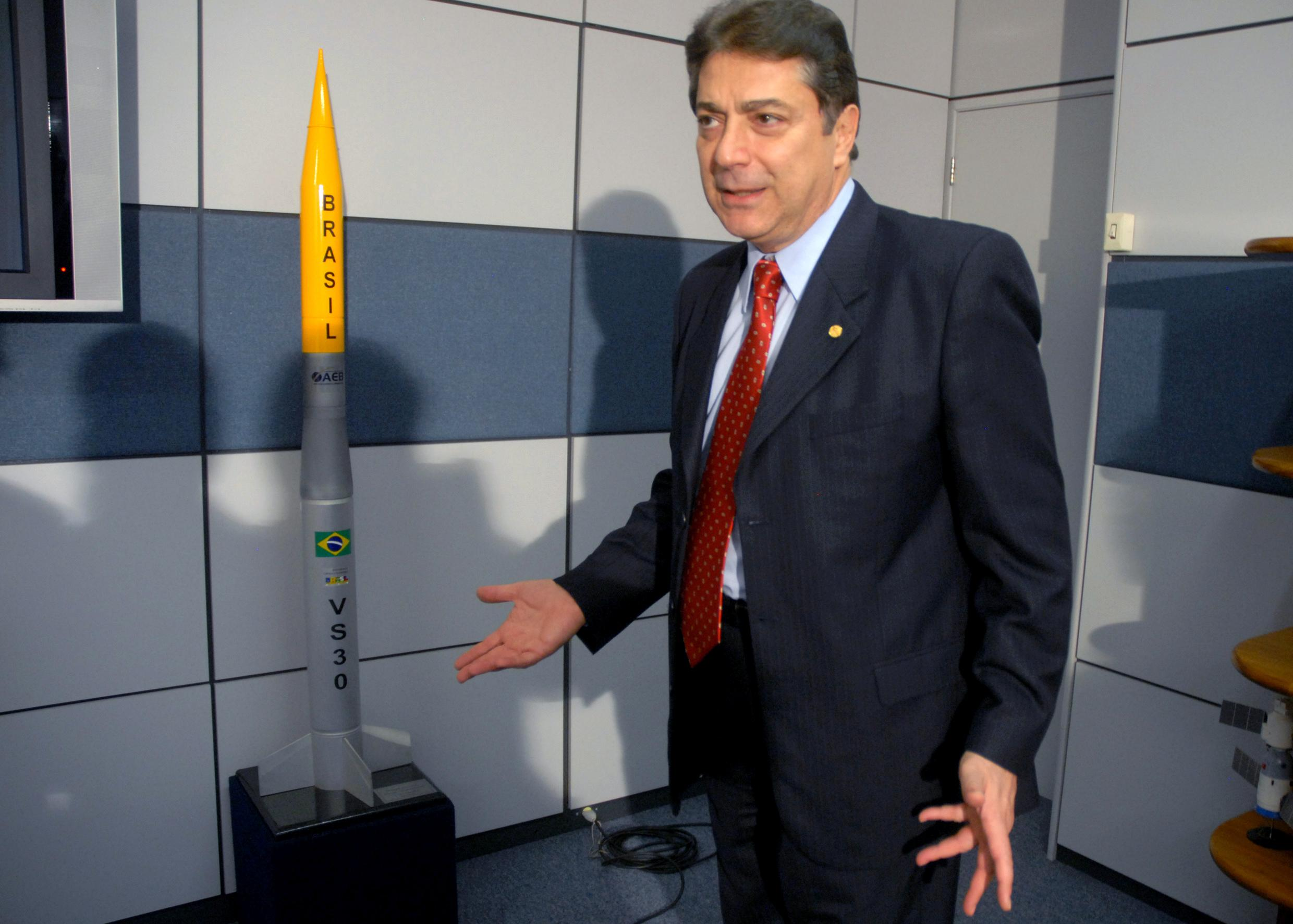
El VS-30, Argentina y Brasil cooperaron en este cohete sonda.

Argentina y Brasil tienen una estrecha cooperación en el campo de la ciencia espacial - la Comisión Nacional de Actividades Espaciales de la Argentina y la Agencia Espacial Brasileña han estado trabajando juntos desde los años 90 . En 2007, Brasil y Argentina lanzaron con éxito un cohete al espacio, en la primera misión espacial conjunta de los dos países. El cohete VS-30 fue lanzado desde el Centro de Lanzamiento de Barreira do Inferno y llevó a cabo experimentos de ambos países.
La Agencia Brasileño-Argentina de Contabilidad y Control de Materiales Nucleares fue creada en 1991. Durante la visita estatal de Luiz Inácio Lula da Silva a Buenos Aires el 22 de febrero de 2008 , Los dos países establecieron una comisión binacional para perseguir el enriquecimiento conjunto de uranio con fines de energía nuclear.

### Islas Malvinas
El Gobierno de Brasil ha sido un fuerte partidario de la reclamación argentina sobre las Islas Malvinas.
En un comunicado conjunto emitido por los gobiernos brasileño y argentino el 3 de agosto de 2010, "el presidente de la República Federativa del Brasil reiteró el apoyo de su país a los derechos legítimos de la Argentina en la disputa de soberanía de las Islas Malvinas, Las islas Sandwich del Sur y las zonas marítimas circundantes. El gobierno brasileño también subrayó que la exploración de perforaciones petrolíferas que el Reino Unido lleva a cabo en la plataforma continental argentina es ilegal y incoherente con lo que determina las Naciones Unidas".
Las autoridades brasileñas también han expresado su apoyo a la reclamación argentina en los foros multilaterales, incluidos el Naciones Unidas, el Mercosur, la Organización de Estados Americanos Unión de Naciones Sudamericanas (Unasur). El Brasil ha criticado a las Naciones Unidas por no actuar sobre la soberanía de las Islas Malvinas, Y acusó al Reino Unido de utilizar su condición de miembro permanente del Consejo de Seguridad de las Naciones Unidas para impedir que se reabriera el debate.
De acuerdo con una resolución aprobada en la Cumbre Sudamericana de 2010, que prohíbe que buques británicos que operan bajo la bandera ilegal de las Malvinas, se acoplan a puertos sudamericanos, El gobierno de Brasil negó el acceso de la nave británica a Río de Janeiro el 11 de enero de 2011. En un comunicado, el Ministerio de Defensa brasileño, Nelson Jobim, señaló que Brasil "reconoce la soberanía argentina sobre las Islas Malvinas y no las reclamaciones británicas. Por lo tanto no autorizará ninguna solicitud hecha de buques o aeronaves británicas en operaciones militares en las Malvinas.

## Comercio e inversión

### Comercio
Brasil es el mayor mercado de exportación e importación de Argentina, mientras que Argentina es el tercer mayor mercado de exportación e importación de Brasil. El comercio total entre los dos países ascendió a la suma de US $ 58.700 millones en 2018.
|                                                                       | 2004 | 2005  | 2006  | 2007  | 2008  | 2009  | 2010  |
| --------------------------------------------------------------------- | ---- | ----- | ----- | ----- | ----- | ----- | ----- |
| Exportaciones argentinas a Brasil                                     | $5,6 | $6,2  | $8    | $10,4 | $13,3 | $11,3 | $14,4 |
| Exportaciones brasileñas a Argentina                                  | $7,4 | $9,9  | $11,7 | $14,4 | $17,6 | $12,8 | $18,5 |
| Comercio total                                                        | $13  | $16,1 | $19,7 | $24,8 | $30,9 | $24,1 | $32,9 |
| Note: Miles de millones de dólares estadounidenses Source: MRE/SECEX. |      |       |       |       |       |       |       |

### Inversión
Argentina es el principal destino de la inversión extranjera directa en América del Sur. Las inversiones brasileñas en Argentina están principalmente en petróleo, cemento, minería, acero, textiles, cosméticos, bancos, alimentos y bebidas. Según la Comisión Económica de las Naciones Unidas para América Latina y el Caribe, el cuarenta por ciento de la inversión directa en Argentina proviene de Brasil.

## Visitas de Estado
Desde 2003, las reuniones presidenciales se celebran cada seis meses alternativamente en cada país, y además hay más por otras razones (UNASUR, Mercosur, G20, etc.).
Visitas recientes del Presidente de Brasil a Argentina
- Luiz Inácio Lula da Silva
  - Mayo 22–25, 2003, Buenos Aires - Inauguración de Néstor Kirchner como Presidente de Argentina[57]
  - Octubre 15–18, 2003, Buenos Aires y El Calafate[57]
  - Julio 7–8, 2004, Puerto Iguazú - Mercosur Cumbre y reunión privada con el presidente Néstor Kirchner[58]
  - Noviembre 4–5, 2005, Mar del Plata -[59]
  - 30 de noviembre de 2005, Puerto Iguazú - Reunión presidencial con Néstor Kirchner[59]
  - 4 de mayo de 2006, Puerto Iguazú - Reunión cuatripartita entre los jefes de Estado de Brasil, Argentina, Bolivia y Venezuela[60]
  - Julio 20–21, 2006, Córdoba - Cumbre del Mercosur[60]
  - Abril 26–27, 2007, Buenos Aires - Visita de estado oficial[61]
  - Diciembre 9–10, 2007, Buenos Aires - Inauguración de Cristina Fernández de Kirchner (Cristina Kirchner) como Presidenta de Argentina[61]
  - Febrero 21–23, 2008, Buenos Aires - Visita de Estado oficial[62]
  - 30 de junio-1 de julio de 2008, San Miguel de Tucumán - Cumbres del Mercosur y Unasur y reunión privada con Cristina Kirchner[62]
  - 3-4 de agosto de 2008, Buenos Aires - Visita de Estado oficial[62]
  - Abril 22–23, 2009, Buenos Aires - Visita de Estado oficial[63]
  - Agosto 27–28, 2009, Bariloche - Cumbre de Unasur y reunión privada con Cristina Kirchner[63]
  - Mayo 3–4, 2010, Buenos Aires - Cumbre de Unasur y reunión privada con Cristina Kirchner[64]
  - 25 de mayo de 2010, Buenos Aires - Invitado en la celebración del Bicentenario de Argentina[64]
  - Agosto 2–3, 2010, San Juan - Cumbre del Mercosur y reunión privada con Cristina Kirchner[64]
  - 27 de octubre de 2010, Buenos Aires, Funeral de Estado de Néstor Kirchner[65]
- Dilma Rousseff
  - 31 de enero de 2011, Buenos Aires - Visita oficial de Estado[66]
  - 10 de diciembre de 2011, Buenos Aires, Juramentación del segundo mandato de Cristina Fernández de Kirchner como presidenta.
  - Junio 28–29, 2012, Mendoza, 43.º cumbre de Mercosur
  - 28 de noviembre de 2012, Buenos Aires, Visita oficial
  - 10 de diciembre de 2015, Buenos Aires, Inauguración presidencial de Mauricio Macri

Visitas recientes del Presidente de Argentina a Brasil
- Eduardo Duhalde
  - 14 de enero de 2003, Brasília - Visita de Estado Oficial[67]
- Néstor Kirchner
  - 11 de junio de 2003, Brasília - Visita de Estado oficial[67]
  - Marzo 15–16, 2004, Brasília - Visita de Estado oficial[68]
  - 9 de mayo de 2005, Brasília - Cumbre entre América del Sur y los países árabes y reunión privada con el presidente Luiz Inácio Lula da Silva[69]
  - Enero 18–19, 2006, Brasília - Visita de Estado oficial[70]
  - Abril 25–26, 2006, Brasília - Reunión presidencial con Luiz Inácio Lula da Silva[70]
- Cristina Kirchner
  - 23 de mayo de 2008, Brasília - 1.ª Cumbre UNASUR[71]
  - Septiembre 6–8, 2008, Brasília - Visita de Estado oficial[72]
  - 20 de marzo de 2009, São Paulo - Reunión presidencial con Luiz Inácio Lula da Silva[73]
  - 18 de noviembre de 2009, Brasília - Reunión presidencial con Luiz Inácio Lula da Silva[54]
  - 29 de julio de 2011, Brasilia, ceremonia de apertura de la nueva embajada de Argentina.
  - 7 de diciembre de 2012, Brasilia- Reunión presidencial con Dilma Rouseff
  - Julio 14–16, 2014, Fortaleza, 6.ª cumbre de los BRICS.
  - Julio 13–16, 2015, Brasilia, cumbre de Mercosur en 2015

## Misiones diplomáticas
|  | De Argentina - Brasilia (Embajada) - Belo Horizonte (Consulado-General) - Porto Alegre (Consulado-General) - Río de Janeiro (Consulado-General) - São Paulo (Consulado-General) - Curitiba (Consulado) - Florianópolis (Consulado) - Foz do Iguaçu (Consulado) - Recife (Consulado) - Salvador (Consulado) - Uruguaiana (Consulado) | De Brasil - Buenos Aires (Embajada y Consulado-General) - Córdoba (Consulado-General) - Mendoza (Consulado-General) - Paso de los Libres (Vice-Consulado) - Puerto Iguazú (Vice-Consulado) |

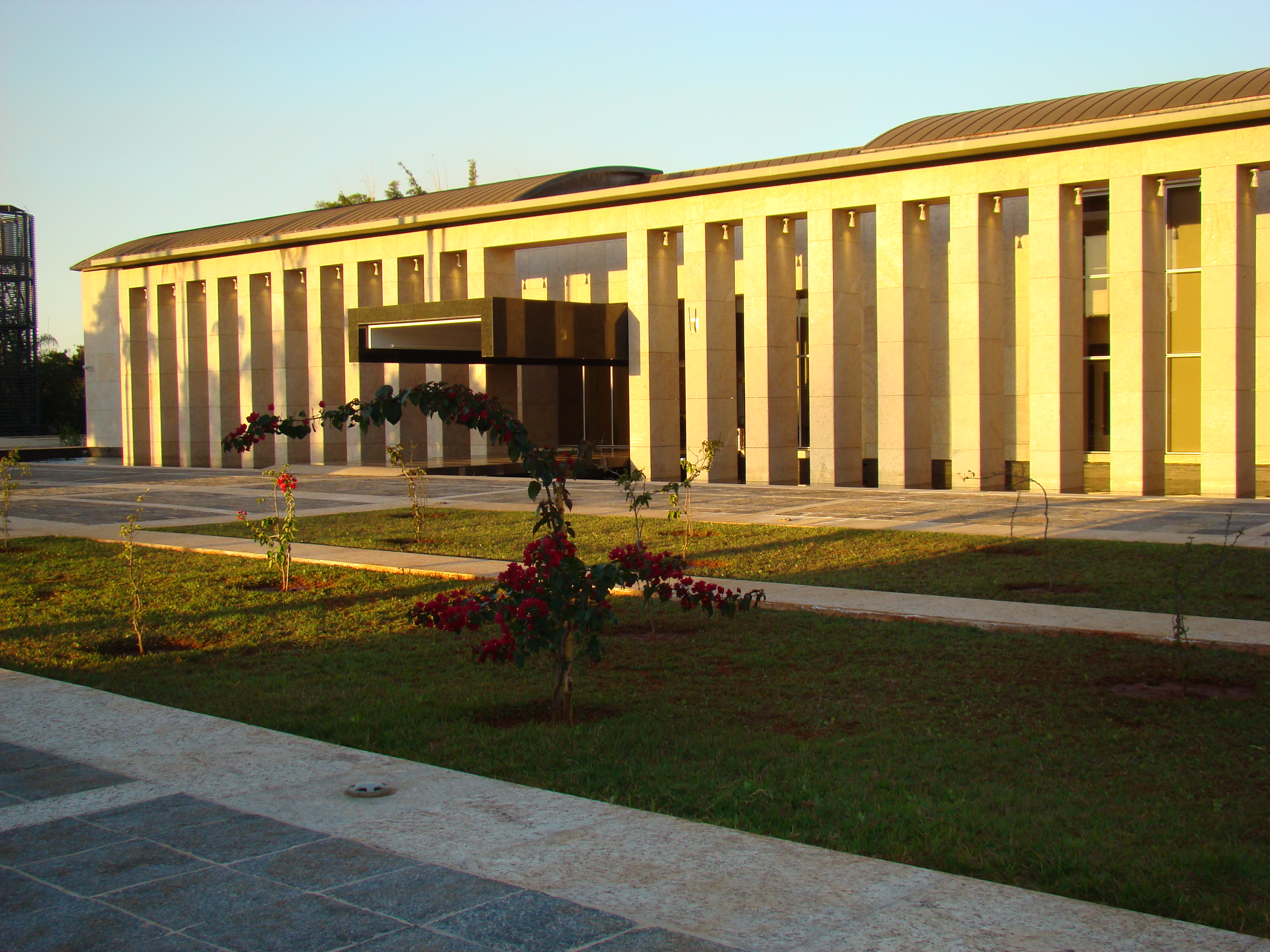
Embajada de Argentina en Brasilia
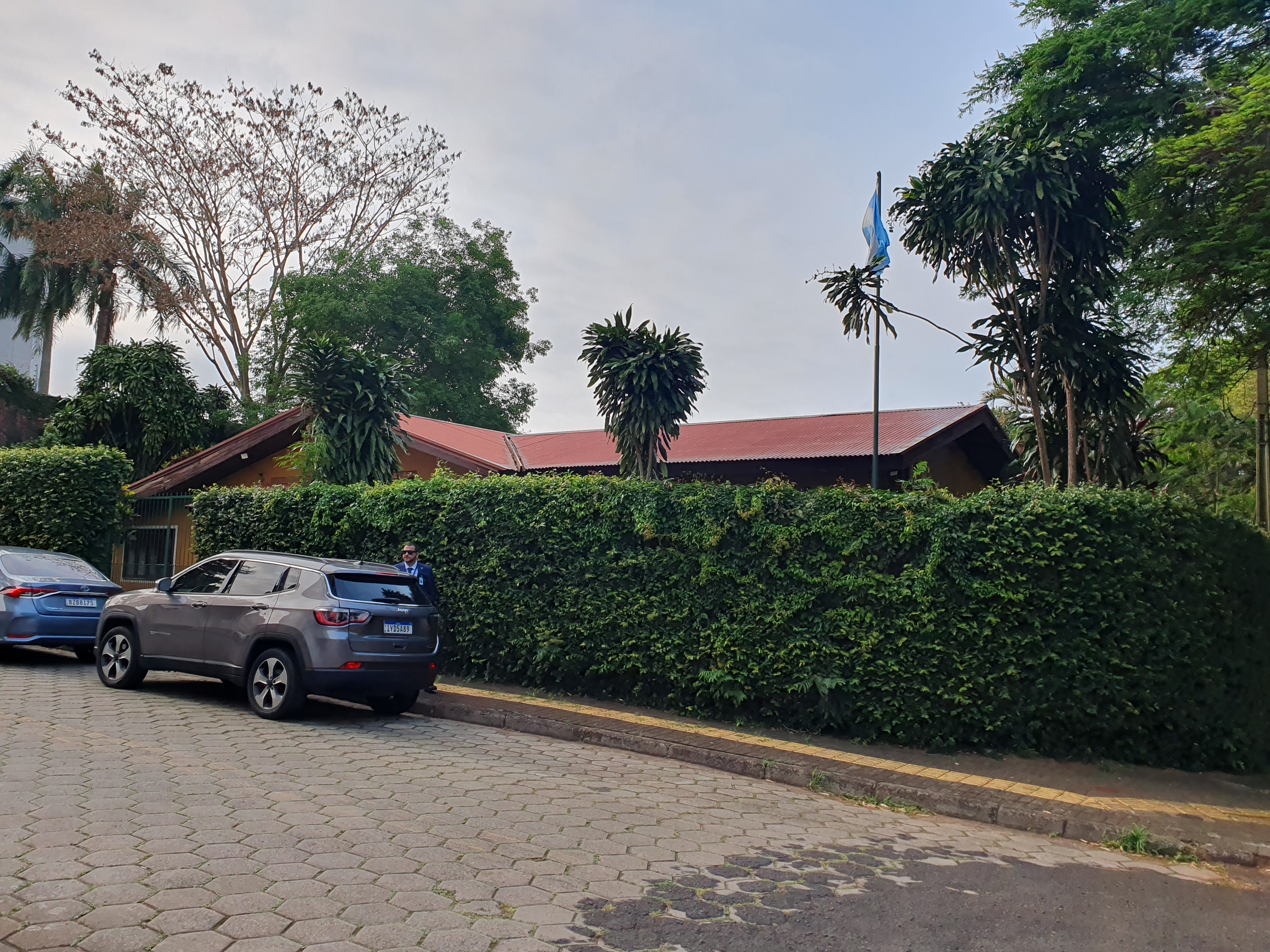
Consulado de Argentina en Foz do Iguaçu
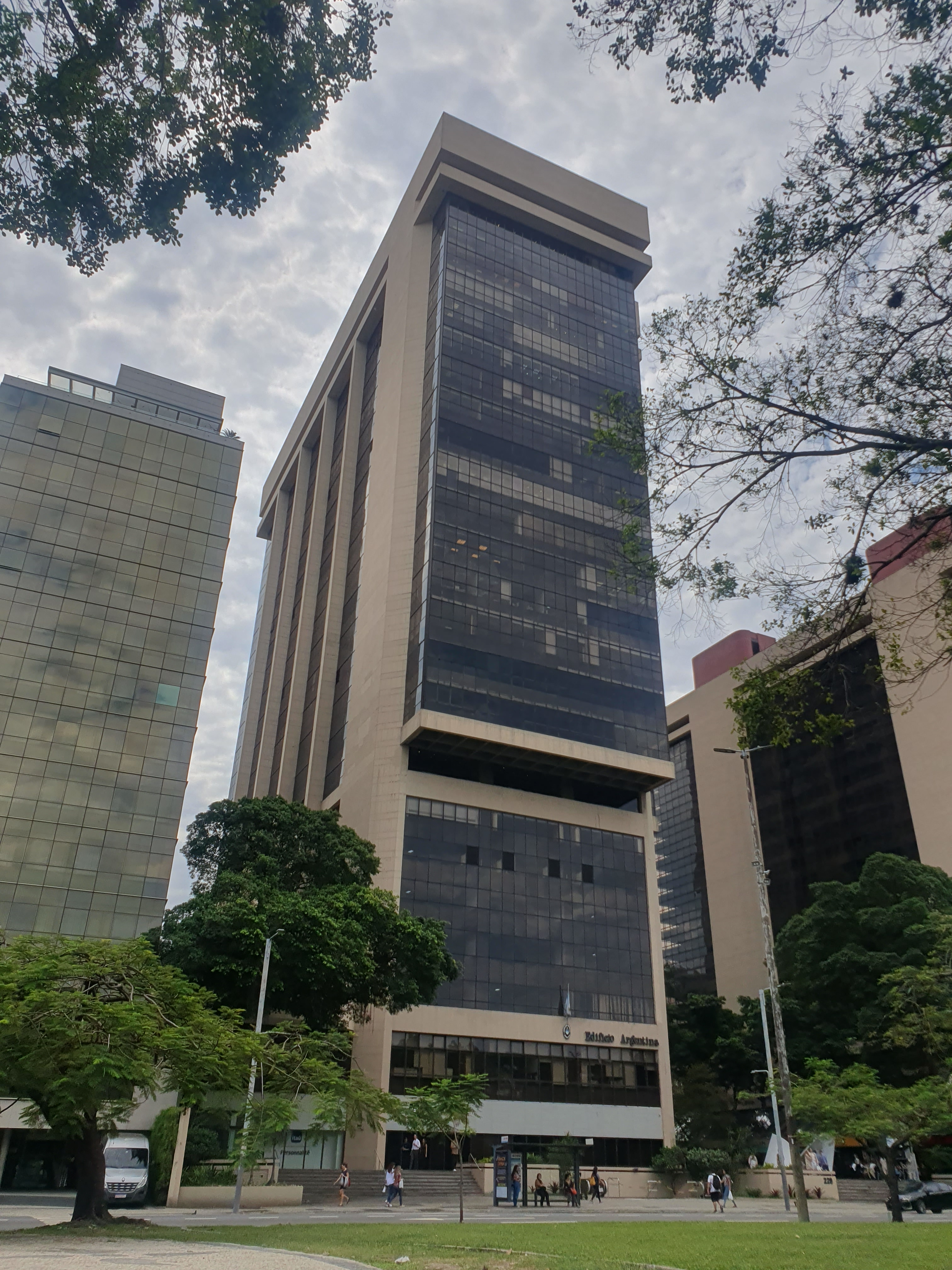
Consulado-General de Argentina en Río de Janeiro

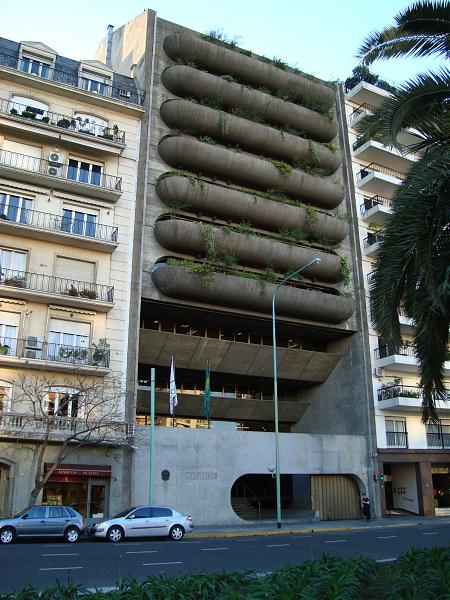
Embajada de Brasil en Buenos Aires
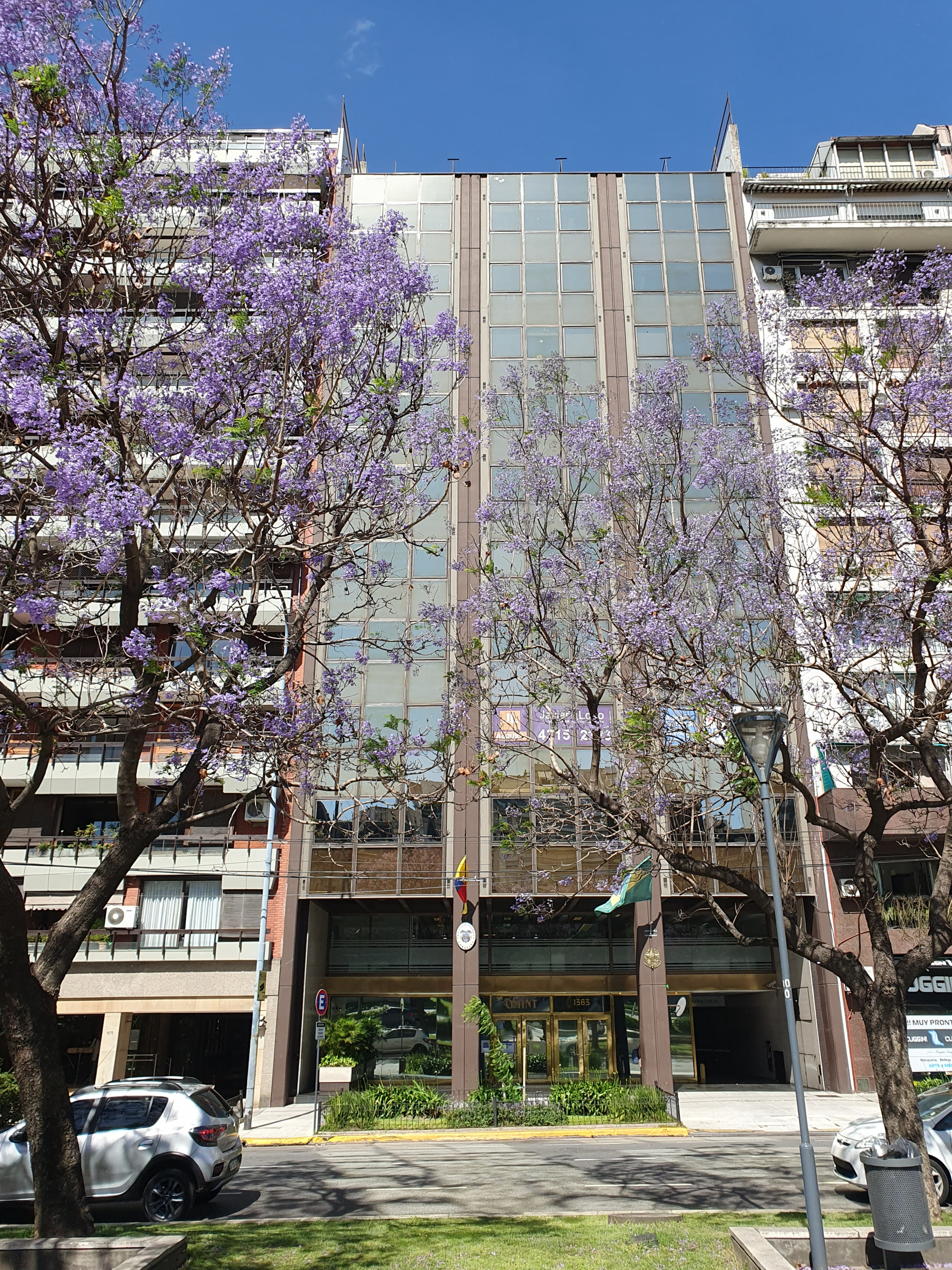
Consulado-General de Brasil en Buenos Aires
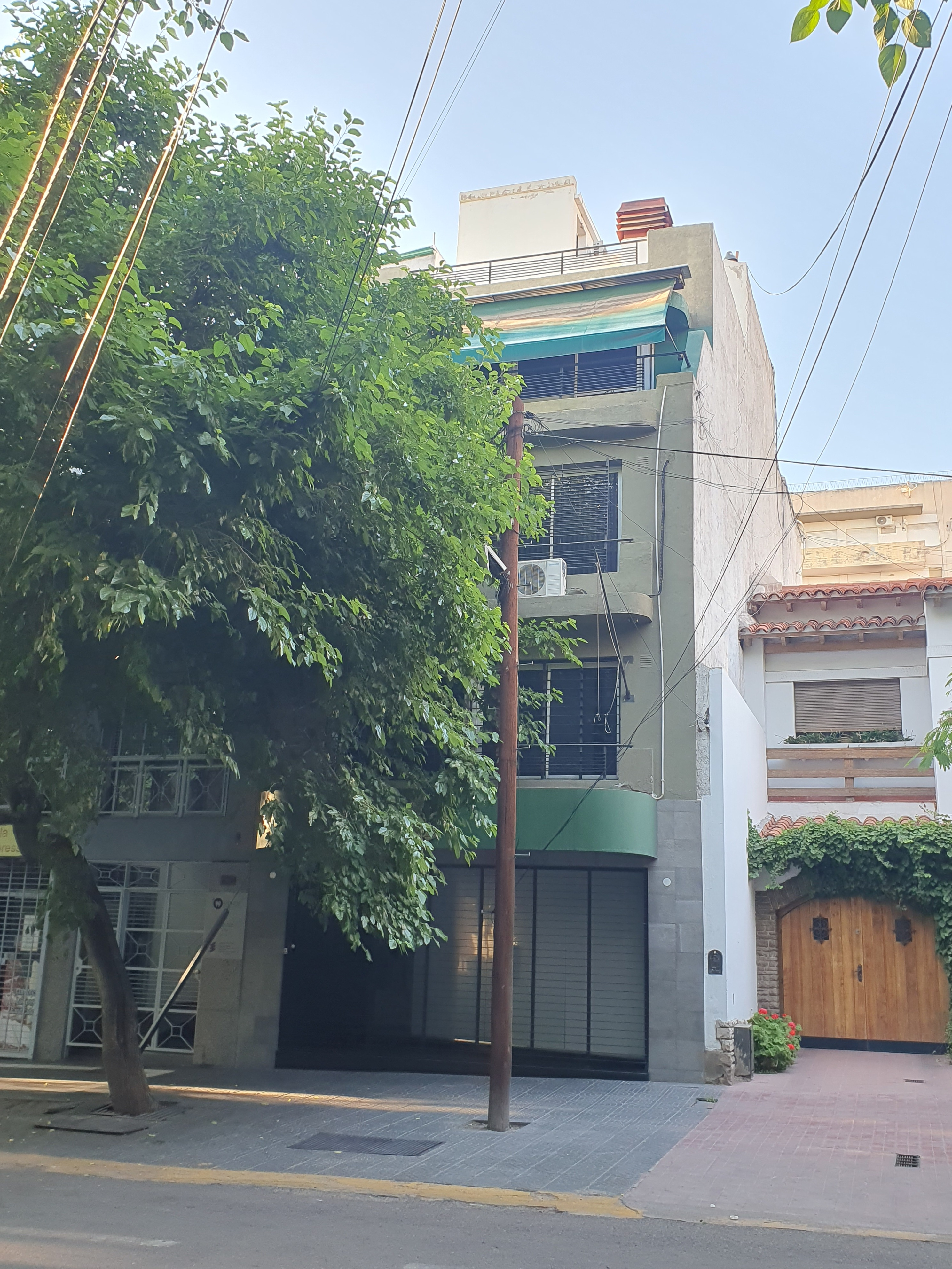
Consulado-General de Brasil en Mendoza